# Babine Mountains Park
Babine Mountains Park är en park i Kanada.   Den ligger i provinsen British Columbia, i den centrala delen av landet, 3 700 km väster om huvudstaden Ottawa. Babine Mountains Park ligger 1 821 meter över havet.
Terrängen runt Babine Mountains Park är kuperad åt nordväst, men åt sydost är den bergig. Babine Mountains Park ligger uppe på en höjd. Trakten runt Babine Mountains Park är nära nog obefolkad, med mindre än två invånare per kvadratkilometer.. Det finns inga samhällen i närheten.
Trakten runt Babine Mountains Park består i huvudsak av gräsmarker.